# Prix Joost van den Vondel

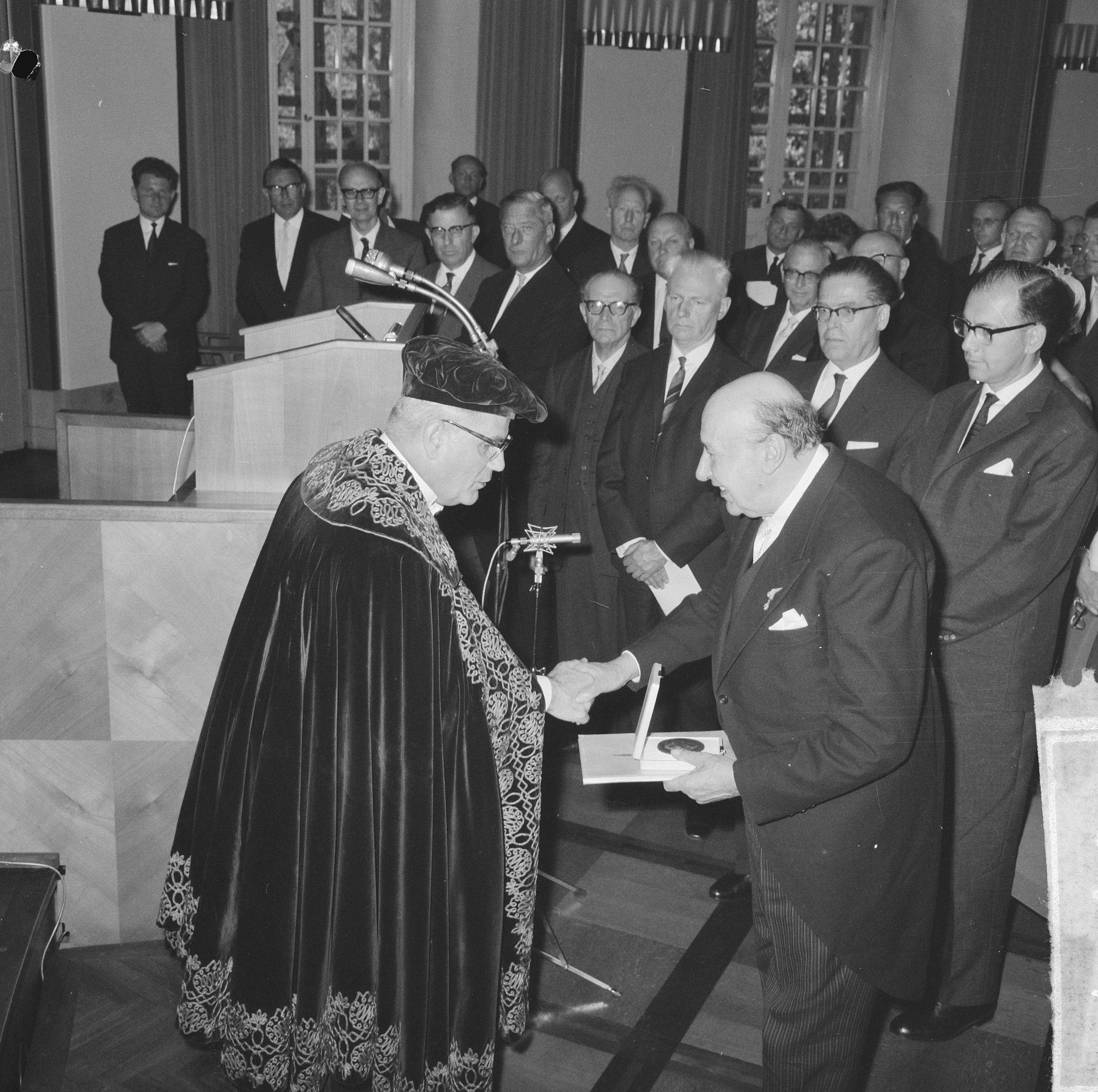
Albert van Dalsum recevant le Prix Joost van den Vondel, remis par le professeur Bittel à l'Université de Münster le 29 mai 1964.

Le Prix Joost van den Vondel (en allemand Joost van den Vondelpreis) fut un prix culturel, décerné entre 1960 et 2000 par la fondation Alfred Toepfer à des artistes, scientifiques et institutions du domaine culturel néerlandais, flamand et bas-allemand. Le prix appelé d'après Joost van den Vondel fut décerné à l'Université de Münster par le recteur de cette institutions. En même temps, des voyages stipendia[Quoi ?] furent décernés.

## Prix
Le prix fut un des nombreux créés par le philanthrope hambourgeois Alfred Toepfer pour soutenir des buts culturels et scientifiques européens. Après une réorganisation en 2006, il en reste cinq. Le présent prix fut décerné pour la dernière fois en 2000.

## Lauréats (sélection)
- 1963: Albert van Dalsum, acteur néerlandais
- 1971: Fernand Collin, banquier flamand
- 1975: Hebe Charlotte Kohlbrugge, théologue néerlandaise
- 1981: Ernst Kossmann, historien néerlandais
- 1983: Roger Raveel, peintre flamand
- 1984: Judith Herzberg, poétesse néerlandaise
- 1990: Peter Schat, compositeur néerlandais
- 1992: Max Wildiers, philosophe flamand
- 1994: Hubertus Menke, germaniste allemand
- 1995: Vic Nees, compositeur flamand
- 1996: Heinz Spielmann, historien de l'art allemand
- 1997: Jiri Kylian, photographe néerlando-tchèque
- 1998: Eric Suy, juriste flamand
- 1999: Heinrich Tiefenbach, germaniste allemand
- 2000: Sem Dresden, essayiste néerlandais